# Linda Haglund
Linda Haglund (Enskede (Stockholm), 15 juni 1956 – Stockholm, 21 november 2015) was een Zweeds sprintster. Ze werd in haar carrière Europees kampioene en vertegenwoordigde Zweden driemaal op de Olympische Spelen.

## Biografie

### Een snelle start
Haglund werd als dertienjarige lid van Hanvikens SK, een atletiekvereniging in Zuid-Stockholm. Zij riep grote verwachtingen op als toekomstig sprinttalent door blootsvoets 12,7 s vast te laten leggen op de 100 m bij haar eerste wedstrijd voor Hansvikens SK. Dat Linda Haglund een aanstormend talent was, bleek op het internationale vlak bij de Europese kampioenschappen van 1971, die in Helsinki, Finland werden gehouden. Zij werd opgenomen in de Zweedse sprintploeg, die in datzelfde jaar uitkwam in Helsinki. Haglund was toen veertien en de jongste atleet van het toernooi. Een later jaar werd zij opgenomen in het eerste van uiteindelijk drie Zweedse olympische teams: München 1972. Haar hardloopcarrière zou haar in 1976 naar de Olympische Spelen van Montreal brengen en ten slotte naar de Spelen van Moskou in 1980. Haglund leverde haar beste olympische resultaat met een vierde plaats in de finale van de 100 m tijdens de Spelen van Moskou.

### Prestaties
Haglund heeft opmerkelijke resultaten met sprinten weggezet, inclusief haar deelname aan de World Cup van 1979 (Montreal) en 1981 (Rome). Zij was vijfvoudig medaillewinnares bij de Europese kampioenschappen in 1976 (goud), 1978 (zilver), 1978 (zilver), 1980 (zilver) en 1981 (zilver). Haglund was vele jaren de captain van het hardloopteam van de vrouwen in Zweden en haar Zweedse records op de 100 m - 11,16 (1980), 200 m - 22,82 (1978), 50 m - 6,17 (1981) en 60 m - 7,13 (1978) zijn nog altijd ongeslagen (peildatum okt. 2013). Haglund was een van de weinige sprintsters die Evelyn Ashford verslagen hebben. Haglund liep 11,06, waarmee zij Jarmila Kratochvílová's 11,18 en Ashford 11,25 in een treffen in 1981 in Berlijn verbeterde. Linda Haglund was in de rangschikking tweede, vijfde en zevende van wereld tijdens haar sprinterscarrière.

### Sportvrouw pur sang
Haglund was in Zweden pionier voor de plaats van de vrouw in de sport. Niet alleen maakte zij zich sterk voor gelijkheid in loon en sponsoring, zij was ook de eerste moderne Zweedse vrouwenatleet met een manager. Egon Håkansson en Haglund lobbyden en verkregen winstgevende contracten van gevestigde sponsors in die tijd.

### Sportlegenden
Linda Haglund behoort tot de 'Legenden van 1956', een sportbroederschap van eminente Zweedse atleten geboren in 1956: Björn Borg, Ingemar Stenmark, en Frank Anderson. Zij is een geëerd lid van de Zweedse Academie van Sporten, die bestaat uit 100 atleten uit 100 jaar Zweedse sport van 1899 tot 1999 en in 1981 ontving zij het koninklijke Prinses van Zweden Victoria Stipendium. Carolina Klüft, Kajsa Bergqvist en Peter Forsberg (ijshockey) zijn andere grote atleten die zo zijn geëerd.

### Het plotselinge einde van een fantastische carrière
Linda Haglunds sprintcarrière kwam abrupt tot een einde in 1981, toen de verdenking werd geuit dat zij "twee pillen" zou hebben gebruikt. Dit was het resultaat van een mislukte drugtest. Een Zweedse raad van rechters verklaarde Haglund vervolgens onschuldig en legde haar besluit voor aan een internationaal sporttribunaal in Kingston, Jamaica in 1982. Hans Holmer en Linda Haglund reisden naar Jamaica om haar onschuld te bewijzen met het ontlastende bewijsmateriaal. De schade was echter al onherstelbaar. In de jaren tachtig waren er andere wetten voor sport dan in de maatschappij en bleek het noodzakelijk voor de aangeklaagde partij onschuld te bewijzen. Haglund en Holmer hebben de reis naar Jamaica nooit betreurd. Voor hen was het een winstpunt te laten zien hoe deze rechtsgang verliep. Het werd een eyeopener voor de sportwereld.
Hans Holmer is later bekend geworden als de leider van het speciale onderzoeksteam in de zaak van de moord op de Zweedse premier Olof Palme in 1986, leidde de verdediging van Linda Haglund, hierin bijgestaan door Ulf Ekelund, de secretaris-generaal van het Zweedse atletiekfederatie. Haglund werd geschorst voor achttien maanden.

### Een nieuwe weg
Linda Haglund heeft ongeveer vijf jaar gewerkt voor het Jenny Craig Weight Loss Center, als counselor, manager en supervisor in Los Angeles en als hoofdtrainer van de hardloopploeg van het Santa Monica College 1989. Met groot succes - zij werd bijgestaan door Renne Felton (USA). De adviseur van het instituut was in die tijd Tommie Smith, de grote hardloper van 1968. Linda Haglund is de manager van Carl Lewis - Joe Douglas - blijvend dankbaar, die het voor haar mogelijk maakte om voor Santa Monica College en Lee Finch te werken. De laatste was directeur atletiek in die tijd.

### Inspiratie en perspectief
Linda Haglund is beeldend kunstenaar, geïnspireerd door in het bijzonder Marc Chagall, de chassidisch-Joodse in Wit-Rusland geboren Franse schilder. Chagall is verwant aan verschillende stijlen, maar hoort nergens echt bij. Daarvoor was hij te authentiek. Pablo Picasso heeft ooit gesteld, dat Chagall de enige kunstenaar is die nog weet wat kleur is. Linda Haglund komt uit een kunstzinnige familie.
Linda Haglund geeft trainingen in leiderschap en motivatie; leven in balans, zowel fysiek als mentaal.
In 2007 werd een boek van Linda Haglund over gezondheid en wellness, Lindas må bra bok, uitgegeven bij Prisma, onderdeel van Nordstedt in Stockholm.
Linda Haglund was sinds de jaren negentig getrouwd met de vroegere Amerikaanse sprinter Houston McTear, van 1978 tot 1986 wereldindoorrecordhouder op de 60 m, met wie zij drie kinderen kreeg. McTear overleed op 1 november 2015 op 58-jarige leeftijd aan de gevolgen van longkanker. Haglund overleed slechts drie weken later in een ziekenhuis in Stockholm, nadat een week voor haar dood kanker bij haar was gediagnosticeerd.

## Titels
- Europees indoorkampioene 60 m - 1976
- Zweeds kampioene 100 m - 1974, 1975, 1976, 1977, 1978, 1979, 1981
- Zweeds kampioene 200 m - 1975, 1976, 1977, 1978, 1979
- Zweeds indoorkampioene 60 m - 1972, 1974, 1976, 1978, 1979, 1981, 1984

## Persoonlijke records
Outdoor
| Onderdeel | Prestatie    | Datum        | Plaats  |
| --------- | ------------ | ------------ | ------- |
| 100 m     | 11,16 s (NR) | 26 juli 1980 | Moskou  |
| 200 m     | 22,82 s (NR) | 1 juli 1979  | Sittard |

Indoor
| Onderdeel | Prestatie   | Datum            | Plaats   |
| --------- | ----------- | ---------------- | -------- |
| 50 m      | 6,17 s (NR) | 22 februari 1981 | Grenoble |
| 60 m      | 7,13 s (NR) | 12 maart 1978    | Milaan   |

## Palmares

### 50 m
- 1981:  EK indoor - 6,17 s

### 60 m
- 1972:  Zweedse indoorkamp. – 7,4 s
- 1974:  Zweedse indoorkamp. – 7,2 s
- 1976:  Zweedse indoorkamp. – 7,1 s
- 1976:  EK indoor - 7,24 s
- 1978:  Zweedse indoorkamp. – 7,17 s
- 1978:  EK indoor - 7,18 s
- 1979:  Zweedse indoorkamp. – 7,39 s
- 1980:  EK indoor - 7,14 s
- 1981:  Zweedse indoorkamp. – 7,28 s
- 1984:  Zweedse indoorkamp. – 7,40 s

### 100 m
- 1974:  Zweedse kamp. – 11,90 s
- 1975:  Zweedse kamp. – 11,57 s
- 1976:  Zweedse kamp. – 11,73 s
- 1977:  Zweedse kamp. – 11,70 s
- 1978:  Zweedse kamp. – 11,47 s
- 1978:  EK - 11,29 s
- 1979:  Zweedse kamp. – 11,33 s (+ RW)
- 1979:  Europacup B - 11,30 s
- 1980: 4e OS - 11,16 s
- 1981:  Zweedse kamp. – 11,24 s

### 200 m
- 1975:  Zweedse kamp. – 23,97 s
- 1976:  Zweedse kamp. – 23,99 s
- 1977:  Zweedse kamp. – 23,71 s
- 1978:  Zweedse kamp. – 23,12 s
- 1979:  Zweedse kamp. – 23,11 s

- World Athletics: 14345508
- International Standard Name Identifier: 0000 0004 2040 4918
- KulturNav: 4aa6f7d8-5b33-42ca-bcc1-060eaa4bb2c8
- LIBRIS: 366956
- Virtual International Authority File: 305414845